# Expensive Taste
Expensive Taste (también escrito Expen$ive Taste) fue un grupo de hip hop estadounidense formado por el rapero Paul Wall, Rob Aston y Travis Barker.

## Discografía
Expen$ive Taste
1. Famous Anthem (featuring B-Real, Too Short, Damu y Eddie Rap Life)
2. Can't Fuck With It
3. Trunk Full Of Boom
4. I'm The Shit
5. Them Are G's On That Bitch
6. Smokin' Kush Blunts (featuring Rob Aston y Damu)
7. Everyday (featuring Slim Thug)
8. We Some Go Getters (featuring Lil´Spank Booty y Damu)
9. Powder And The Dank (featuring Milano)
10. You Know Me (featuring Bun B)
11. Gun Play (featuring Damu)
12. Back Down Memory Lane (Boo Yaa Tribe)
13. Motherfuckin' Fool
14. They Don't Want It (featuring Rob Aston y Damu)
15. Famous Anthem (remix) (featuring Cashis, Hayes, Lil' Spank Booty, Mitchy Slick, Krondon y Chase Infinite)

## Canciones
- Slidin' On that Oil (featuring Unique Of The Gritboys)
- My Medicine
- Hold Up
- Stars Wit Straps (remix)
- Feel Good (featuring Nump)
- Pop One of These (featuring Too Short y The Federation)
- Pop One of These (new version featuring Lil Jon, Too Short y The Federation)
- Expensive Taste